# Паудер-Спрінгс (Джорджія)
Паудер-Спрінгс (англ. Powder Springs) — місто (англ. city) в США, в окрузі Кобб штату Джорджія. Населення — 16 887 осіб (2020).

## Географія
Паудер-Спрінгс розташований за координатами 33°51′56″ пн. ш. 84°41′2″ зх. д. / 33.86556° пн. ш. 84.68389° зх. д. (33.865658, -84.683974). За даними Бюро перепису населення США в 2010 році місто мало площу 18,60 км², з яких 18,57 км² — суходіл та 0,03 км² — водойми.

## Демографія
Згідно з переписом 2010 року, у місті мешкало 13 940 осіб у 4780 домогосподарствах у складі 3612 родин. Густота населення становила 750 осіб/км². Було 5477 помешкань (295/км²).
Расовий склад населення:
| - 49,9 % — чорних або афроамериканців - 41,6 % — білих - 1,1 % — азіатів - 0,2 % — корінних американців - 4,3 % — осіб інших рас |

До двох чи більше рас належало 2,9 %. Частка іспаномовних становила 9,1 % від усіх жителів.
За віковим діапазоном населення розподілялося таким чином: 28,5 % — особи молодші 18 років, 61,4 % — особи у віці 18—64 років, 10,1 % — особи у віці 65 років та старші. Медіана віку мешканця становила 36,2 року. На 100 осіб жіночої статі у місті припадало 85,4 чоловіків; на 100 жінок у віці від 18 років та старших — 78,3 чоловіків також старших 18 років.
Середній дохід на одне домашнє господарство становив 66 150 доларів США (медіана — 55 528), а середній дохід на одну сім'ю — 72 825 доларів (медіана — 64 747). Медіана доходів становила 42 583 долари для чоловіків та 45 887 доларів для жінок. За межею бідності перебувало 18,7 % осіб, у тому числі 21,2 % дітей у віці до 18 років та 12,2 % осіб у віці 65 років та старших.
Цивільне працевлаштоване населення становило 6103 особи. Основні галузі зайнятості: освіта, охорона здоров'я та соціальна допомога — 24,5 %, роздрібна торгівля — 15,3 %, науковці, спеціалісти, менеджери — 14,1 %.

## Персоналії
- Робін Лайвлі (нар. 1972) — американська кіноакторка.